# Lista de Procuradores-Gerais dos Estados Unidos

Selo do Departamento de Justiça.

O cargo de Procurador-Geral dos Estados Unidos já foi ocupado por 84 pessoas diferentes, com o primeiro sendo Edmund Randolph e o mais recente Pam Bondi, atualmente em exercício. O Procurador-Geral é nomeado pelo Presidente dos Estados Unidos com a aprovação do Senado, fazendo parte do Gabinete Presidencial.

## Procuradores-Gerais
Legenda:
     Sem partido      Partido Federalista      Partido Democrata-Republicano      Partido Democrata      Partido Whig      Partido Republicano
| Nº | Procurador-Geral   | Procurador-Geral         | Início do mandato       | Fim do mandato          | Partido               | Presidente             | Ref    |
| -- | ------------------ | ------------------------ | ----------------------- | ----------------------- | --------------------- | ---------------------- | ------ |
| 1  |                    | Edmund Randolph          | 26 de setembro de 1789  | 26 de janeiro de 1794   | Federalista           | George Washington      | [ 1 ]  |
| 2  |                    | William Bradford         | 27 de janeiro de 1794   | 23 de agosto de 1795    | Federalista           | George Washington      | [ 2 ]  |
| 3  |                    | Charles Lee              | 10 de setembro de 1795  | 19 de fevereiro de 1801 | Federalista           | George Washington      | [ 3 ]  |
| 3  | John Adams         | Charles Lee              | 10 de setembro de 1795  | 19 de fevereiro de 1801 | Federalista           |                        | [ 3 ]  |
| 4  |                    | Levi Lincoln Sr.         | 5 de março de 1801      | 2 de março de 1805      | Democrata-Republicano | Thomas Jefferson       | [ 4 ]  |
| 5  |                    | John Breckinridge        | 7 de agosto de 1805     | 14 de dezembro de 1806  | Democrata-Republicano | Thomas Jefferson       | [ 5 ]  |
| 6  |                    | Caesar Augustus Rodney   | 20 de janeiro de 1807   | 10 de dezembro de 1811  | Democrata-Republicano | Thomas Jefferson       | [ 6 ]  |
| 6  | James Madison      | Caesar Augustus Rodney   | 20 de janeiro de 1807   | 10 de dezembro de 1811  | Democrata-Republicano |                        | [ 6 ]  |
| 7  |                    | William Pinkney          | 11 de dezembro de 1811  | 9 de fevereiro de 1814  | Democrata-Republicano | [ 7 ]                  |        |
| 8  |                    | Richard Rush             | 10 de fevereiro de 1814 | 12 de novembro de 1817  | Federalista           | [ 8 ]                  |        |
| 8  | James Monroe       | Richard Rush             | 10 de fevereiro de 1814 | 12 de novembro de 1817  | Federalista           | [ 8 ]                  |        |
| 9  |                    | William Wirt             | 13 de novembro de 1817  | 4 de março de 1829      | Democrata-Republicano | [ 9 ]                  |        |
| 9  | John Quincy Adams  | William Wirt             | 13 de novembro de 1817  | 4 de março de 1829      | Democrata-Republicano | [ 9 ]                  |        |
| 10 |                    | John M. Berrien          | 9 de março de 1829      | 19 de julho de 1831     | Democrata             | Andrew Jackson         | [ 10 ] |
| 11 |                    | Roger B. Taney           | 20 de julho de 1831     | 14 de novembro de 1833  | Democrata             | Andrew Jackson         | [ 11 ] |
| 12 |                    | Benjamin Franklin Butler | 15 de novembro de 1833  | 4 de julho de 1838      | Democrata             | Andrew Jackson         | [ 12 ] |
| 12 | Martin Van Buren   | Benjamin Franklin Butler | 15 de novembro de 1833  | 4 de julho de 1838      | Democrata             |                        | [ 12 ] |
| 13 |                    | Felix Grundy             | 5 de julho de 1838      | 10 de janeiro de 1840   | Democrata             | [ 13 ]                 |        |
| 14 |                    | Henry D. Gilpin          | 11 de janeiro de 1840   | 4 de março de 1841      | Democrata             | [ 14 ]                 |        |
| 15 |                    | John J. Crittenden       | 5 de março de 1841      | 12 de setembro de 1841  | Whig                  | William Henry Harrison | [ 15 ] |
| 15 | John Tyler         | John J. Crittenden       | 5 de março de 1841      | 12 de setembro de 1841  | Whig                  |                        | [ 15 ] |
| 16 |                    | Hugh S. Legaré           | 13 de setembro de 1841  | 30 de junho de 1843     | Democrata             | [ 16 ]                 |        |
| 17 |                    | John Nelson              | 1 de julho de 1843      | 4 de março de 1845      | Whig                  | [ 17 ]                 |        |
| 18 |                    | John Y. Mason            | 5 de março de 1845      | 16 de outubro de 1846   | Democrata             | James K. Polk          | [ 18 ] |
| 19 |                    | Nathan Clifford          | 17 de outubro de 1846   | 17 de março de 1848     | Democrata             | James K. Polk          | [ 19 ] |
| 20 |                    | Isaac Toucey             | 21 de junho de 1848     | 4 de março de 1849      | Democrata             | James K. Polk          | [ 20 ] |
| 21 |                    | Reverdy Johnson          | 8 de março de 1849      | 21 de julho de 1850     | Whig                  | Zachary Taylor         | [ 21 ] |
| 21 | Millard Fillmore   | Reverdy Johnson          | 8 de março de 1849      | 21 de julho de 1850     | Whig                  |                        | [ 21 ] |
| 22 |                    | John J. Crittenden       | 22 de julho de 1850     | 4 de março de 1853      | Whig                  | [ 15 ]                 |        |
| 23 |                    | Caleb Cushing            | 7 de março de 1853      | 4 de março de 1857      | Democrata             | Franklin Pierce        | [ 22 ] |
| 24 |                    | Jeremiah S. Black        | 6 de março de 1857      | 16 de dezembro de 1860  | Democrata             | James Buchanan         | [ 23 ] |
| 25 |                    | Edwin M. Stanton         | 20 de dezembro de 1860  | 4 de março de 1861      | Democrata             | James Buchanan         | [ 24 ] |
| 26 |                    | Edward Bates             | 5 de março de 1861      | 24 de novembro de 1864  | Republicano           | Abraham Lincoln        | [ 25 ] |
| 27 |                    | James Speed              | 2 de dezembro de 1864   | 22 de julho de 1866     | Republicano           | Abraham Lincoln        | [ 26 ] |
| 27 | Andrew Johnson     | James Speed              | 2 de dezembro de 1864   | 22 de julho de 1866     | Republicano           |                        | [ 26 ] |
| 28 |                    | Henry Stanbery           | 23 de julho de 1866     | 16 de julho de 1868     | Republicano           | [ 27 ]                 |        |
| 29 |                    | William M. Evarts        | 17 de julho de 1868     | 4 de março de 1869      | Republicano           | [ 28 ]                 |        |
| 30 |                    | Ebenezer R. Hoar         | 5 de março de 1869      | 22 de novembro de 1870  | Republicano           | Ulysses S. Grant       | [ 29 ] |
| 31 |                    | Amos T. Akerman          | 23 de novembro de 1870  | 13 de dezembro de 1871  | Republicano           | Ulysses S. Grant       | [ 30 ] |
| 32 |                    | George Henry Williams    | 14 de dezembro de 1871  | 25 de abril de 1875     | Republicano           | Ulysses S. Grant       | [ 31 ] |
| 33 |                    | Edwards Pierrepont       | 26 de abril de 1875     | 21 de maio de 1876      | Republicano           | Ulysses S. Grant       | [ 32 ] |
| 34 |                    | Alphonso Taft            | 22 de maio de 1876      | 4 de março de 1877      | Republicano           | Ulysses S. Grant       | [ 33 ] |
| 35 |                    | Charles Devens           | 12 de março de 1877     | 4 de março de 1881      | Republicano           | Rutherford B. Hayes    | [ 34 ] |
| 36 |                    | Wayne MacVeagh           | 5 de março de 1881      | 15 de dezembro de 1881  | Republicano           | James A. Garfield      | [ 35 ] |
| 36 | Chester A. Arthur  | Wayne MacVeagh           | 5 de março de 1881      | 15 de dezembro de 1881  | Republicano           |                        | [ 35 ] |
| 37 |                    | Benjamin H. Brewster     | 16 de dezembro de 1881  | 4 de março de 1885      | Republicano           | [ 36 ]                 |        |
| 38 |                    | Augustus Hill Garland    | 6 de março de 1885      | 4 de março de 1889      | Democrata             | Grover Cleveland       | [ 37 ] |
| 39 |                    | William H. H. Miller     | 7 de março de 1889      | 4 de março de 1893      | Republicano           | Benjamin Harrison      | [ 38 ] |
| 40 |                    | Richard Olney            | 6 de março de 1893      | 7 de abril de 1895      | Democrata             | Grover Cleveland       | [ 39 ] |
| 41 |                    | Judson Harmon            | 8 de abril de 1895      | 4 de março de 1897      | Democrata             | Grover Cleveland       | [ 40 ] |
| 42 |                    | Joseph McKenna           | 5 de março de 1897      | 25 de janeiro de 1898   | Republicano           | William McKinley       | [ 41 ] |
| 43 |                    | John W. Griggs           | 25 de janeiro de 1898   | 29 de março de 1901     | Republicano           | William McKinley       | [ 42 ] |
| 44 |                    | Philander C. Knox        | 5 de abril de 1901      | 30 de junho de 1904     | Republicano           | William McKinley       | [ 43 ] |
| 44 | Theodore Roosevelt | Philander C. Knox        | 5 de abril de 1901      | 30 de junho de 1904     | Republicano           |                        | [ 43 ] |
| 45 |                    | William Henry Moody      | 1 de julho de 1904      | 17 de dezembro de 1906  | Republicano           | [ 44 ]                 |        |
| 46 |                    | Charles Joseph Bonaparte | 17 de dezembro de 1906  | 4 de março de 1909      | Republicano           | [ 45 ]                 |        |
| 47 |                    | George W. Wickersham     | 5 de março de 1909      | 4 de março de 1913      | Republicano           | William Howard Taft    | [ 46 ] |
| 48 |                    | James Clark McReynolds   | 5 de março de 1913      | 29 de agosto de 1914    | Democrata             | Woodrow Wilson         | [ 47 ] |
| 49 |                    | Thomas Watt Gregory      | 29 de agosto de 1914    | 4 de março de 1919      | Democrata             | Woodrow Wilson         | [ 48 ] |
| 50 |                    | A. Mitchell Palmer       | 5 de março de 1919      | 4 de março de 1921      | Democrata             | Woodrow Wilson         | [ 49 ] |
| 51 |                    | Harry M. Daugherty       | 4 de março de 1921      | 6 de abril de 1924      | Republicano           | Warren G. Harding      | [ 50 ] |
| 51 | Calvin Coolidge    | Harry M. Daugherty       | 4 de março de 1921      | 6 de abril de 1924      | Republicano           |                        | [ 50 ] |
| 52 |                    | Harlan F. Stone          | 7 de abril de 1924      | 1 de março de 1925      | Republicano           | [ 51 ]                 |        |
| 53 |                    | John G. Sargent          | 7 de março de 1925      | 4 de março de 1929      | Republicano           | [ 52 ]                 |        |
| 54 |                    | William D. Mitchell      | 4 de março de 1929      | 4 de março de 1933      | Republicano           | Herbert Hoover         | [ 53 ] |
| 55 |                    | Homer Stillé Cummings    | 4 de março de 1933      | 1 de janeiro de 1939    | Democrata             | Franklin D. Roosevelt  | [ 54 ] |
| 56 |                    | Frank Murphy             | 2 de janeiro de 1939    | 18 de janeiro de 1940   | Democrata             | Franklin D. Roosevelt  | [ 55 ] |
| 57 |                    | Robert H. Jackson        | 18 de janeiro de 1940   | 25 de agosto de 1941    | Democrata             | Franklin D. Roosevelt  | [ 56 ] |
| 58 |                    | Francis Biddle           | 26 de agosto de 1941    | 26 de junho de 1945     | Democrata             | Franklin D. Roosevelt  | [ 57 ] |
| 58 | Harry S. Truman    | Francis Biddle           | 26 de agosto de 1941    | 26 de junho de 1945     | Democrata             |                        | [ 57 ] |
| 59 |                    | Tom C. Clark             | 27 de junho de 1945     | 26 de julho de 1949     | Democrata             | [ 58 ]                 |        |
| 60 |                    | J. Howard McGrath        | 27 de julho de 1949     | 3 de abril de 1952      | Democrata             | [ 59 ]                 |        |
| 61 |                    | James P. McGranery       | 4 de abril de 1952      | 20 de janeiro de 1953   | Democrata             | [ 60 ]                 |        |
| 62 |                    | Herbert Brownell Jr.     | 21 de janeiro de 1953   | 23 de outubro de 1957   | Republicano           | Dwight D. Eisenhower   | [ 61 ] |
| 63 |                    | William P. Rogers        | 23 de outubro de 1957   | 20 de janeiro de 1961   | Republicano           | Dwight D. Eisenhower   | [ 62 ] |
| 64 |                    | Robert F. Kennedy        | 20 de janeiro de 1961   | 3 de setembro de 1964   | Democrata             | John F. Kennedy        | [ 63 ] |
| 64 | Lyndon B. Johnson  | Robert F. Kennedy        | 20 de janeiro de 1961   | 3 de setembro de 1964   | Democrata             |                        | [ 63 ] |
| 65 |                    | Nicholas Katzenbach      | 28 de janeiro de 1965   | 28 de novembro de 1966  | Democrata             | [ 64 ]                 |        |
| 66 |                    | Ramsey Clark             | 10 de março de 1967     | 20 de janeiro de 1969   | Democrata             | [ 65 ]                 |        |
| 67 |                    | John N. Mitchell         | 20 de janeiro de 1969   | 15 de dezembro de 1972  | Republicano           | Richard Nixon          | [ 66 ] |
| 68 |                    | Richard Kleindienst      | 15 de dezembro de 1972  | 25 de maio de 1973      | Republicano           | Richard Nixon          | [ 67 ] |
| 69 |                    | Elliot Richardson        | 25 de maio de 1973      | 20 de outubro de 1973   | Republicano           | Richard Nixon          | [ 68 ] |
| 70 |                    | William B. Saxbe         | 4 de janeiro de 1974    | 14 de janeiro de 1975   | Republicano           | Richard Nixon          | [ 69 ] |
| 70 | Gerald Ford        | William B. Saxbe         | 4 de janeiro de 1974    | 14 de janeiro de 1975   | Republicano           |                        | [ 69 ] |
| 71 |                    | Edward H. Levi           | 14 de janeiro de 1975   | 20 de janeiro de 1977   | Republicano           | [ 70 ]                 |        |
| 72 |                    | Griffin Bell             | 26 de janeiro de 1977   | 16 de agosto de 1979    | Democrata             | Jimmy Carter           | [ 71 ] |
| 73 |                    | Benjamin Civiletti       | 16 de agosto de 1979    | 20 de janeiro de 1981   | Democrata             | Jimmy Carter           | [ 72 ] |
| 74 |                    | William French Smith     | 23 de janeiro de 1981   | 25 de fevereiro de 1985 | Republicano           | Ronald Reagan          | [ 73 ] |
| 75 |                    | Edwin Meese              | 25 de fevereiro de 1985 | 12 de agosto de 1988    | Republicano           | Ronald Reagan          | [ 74 ] |
| 76 |                    | Dick Thornburgh          | 12 de agosto de 1988    | 15 de agosto de 1991    | Republicano           | Ronald Reagan          | [ 75 ] |
| 76 | George H. W. Bush  | Dick Thornburgh          | 12 de agosto de 1988    | 15 de agosto de 1991    | Republicano           |                        | [ 75 ] |
| 77 |                    | William Barr             | 26 de novembro de 1991  | 20 de janeiro de 1993   | Republicano           | [ 76 ]                 |        |
| 78 |                    | Janet Reno               | 12 de março de 1993     | 20 de janeiro de 2001   | Democrata             | Bill Clinton           | [ 77 ] |
| 79 |                    | John Ashcroft            | 2 de fevereiro de 2001  | 3 de fevereiro de 2005  | Republicano           | George W. Bush         | [ 78 ] |
| 80 |                    | Alberto Gonzales         | 3 de fevereiro de 2005  | 17 de setembro de 2007  | Republicano           | George W. Bush         | [ 79 ] |
| 81 |                    | Michael Mukasey          | 9 de novembro de 2007   | 20 de janeiro de 2009   | Republicano           | George W. Bush         | [ 80 ] |
| 82 |                    | Eric Holder              | 3 de fevereiro de 2009  | 27 de abril de 2015     | Democrata             | Barack Obama           | [ 81 ] |
| 83 |                    | Loretta Lynch            | 27 de abril de 2015     | 20 de janeiro de 2017   | Democrata             | Barack Obama           | [ 82 ] |
| 84 |                    | Jeff Sessions            | 9 de fevereiro de 2017  | 7 de novembro de 2018   | Republicano           | Donald Trump           | [ 83 ] |
| 85 |                    | William Barr             | 14 de fevereiro de 2019 | 23 de dezembro de 2020  | Republicano           | Donald Trump           | [ 84 ] |
| 86 |                    | Merrick Garland          | 11 de março de 2021     | 20 de janeiro de 2025   | Democrata             | Joe Biden              | [ 85 ] |
| 87 |                    | Pam Bondi                | 5 de fevereiro de 2025  | Em exercício            | Republicano           | Donald Trump           |        |